# Żomojdź (rejon klecki)
Żomojdź (biał. Жомайдзь, Żomajdź; ros. Жомойдь, Żomojd`) – wieś na Białorusi, w obwodzie mińskim, w rejonie kleckim, w sielsowiecie Kuchczyce, nad Naczą.

## Historia
W dwudziestoleciu międzywojennym wieś i folwark leżące w Polsce, w województwie nowogródzkim, w powiecie nieświeskim, w gminie Siniawka. W 1921 wieś liczyła 318 mieszkańców, zamieszkałych w 52 budynkach, w tym 298 Białorusinów i 20 Polaków. 315 mieszkańców było wyznania prawosławnego i 3 rzymskokatolickiego. Folwark liczył zaś 27 mieszkańców, zamieszkałych w 3 budynkach, w tym 19 Białorusinów i 8 Polaków. 19 mieszkańców było wyznania prawosławnego i 8 rzymskokatolickiego.
Po II wojnie światowej w granicach Związku Sowieckiego. Od 1991 w niepodległej Białorusi.